# Острів Каліфорнія

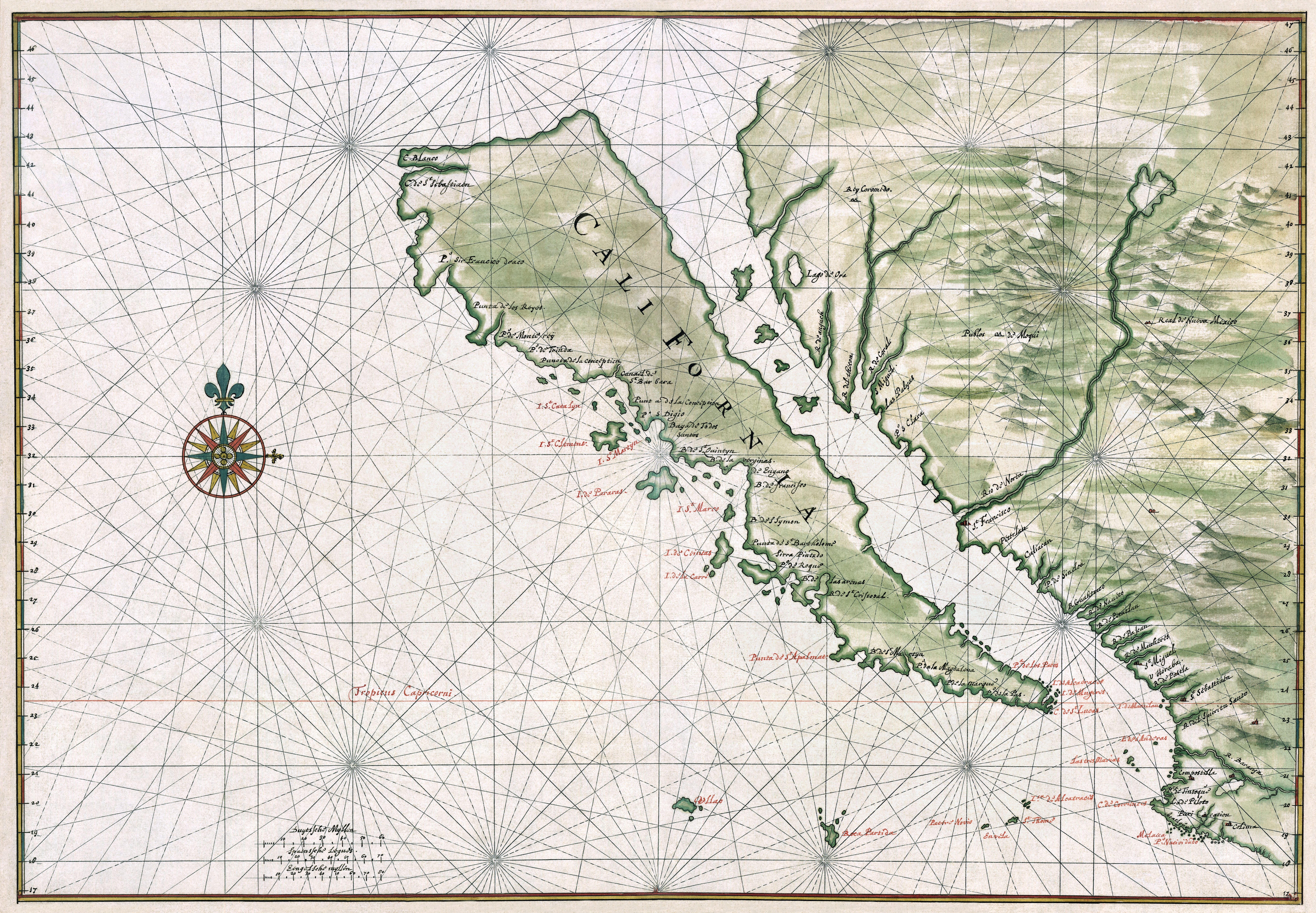
Карта «острова» Каліфорнії (близько 1650 року)

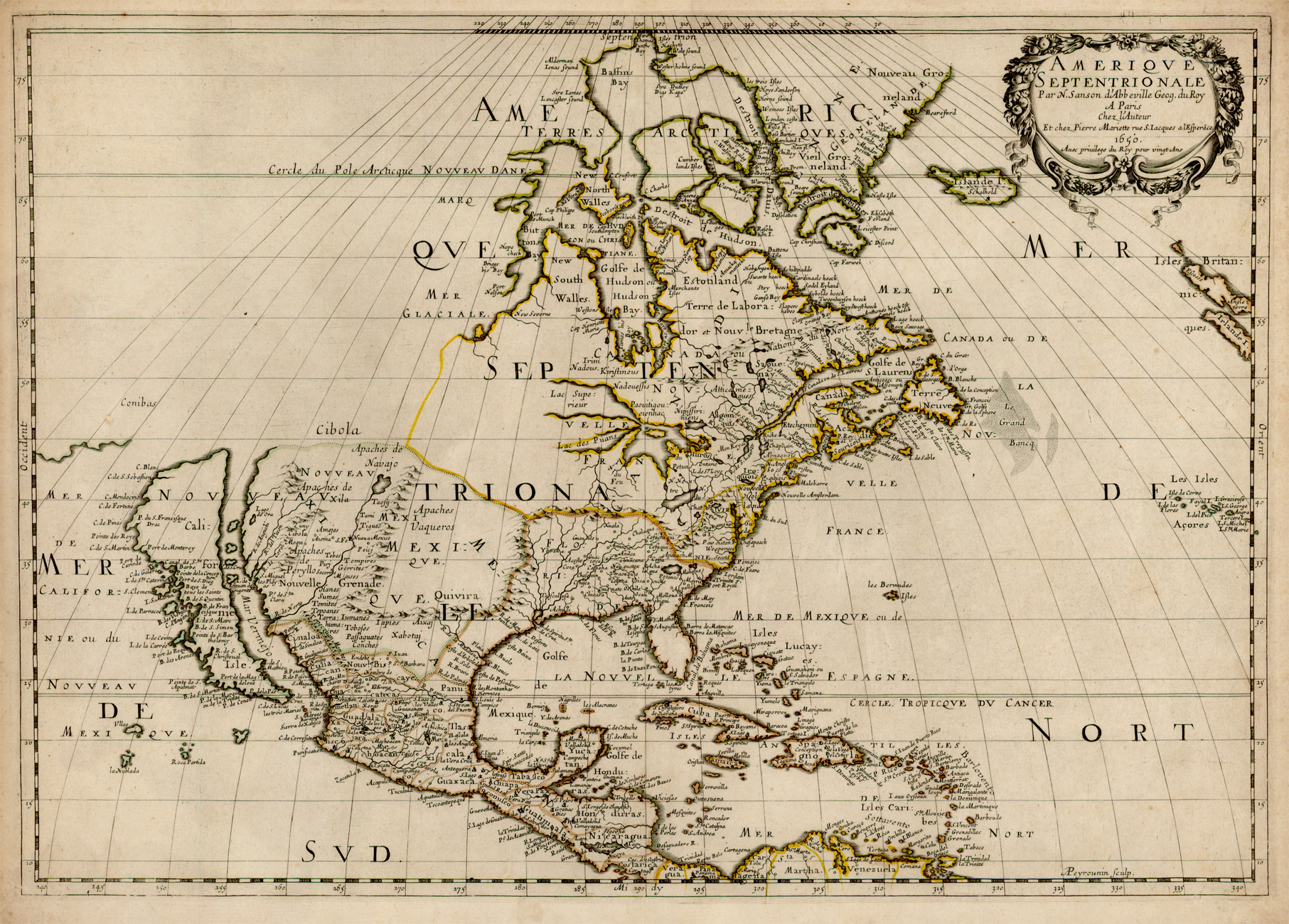
«Острів Каліфорнія» зображений на карті 1650 року, яку склав Ніколас Сансон

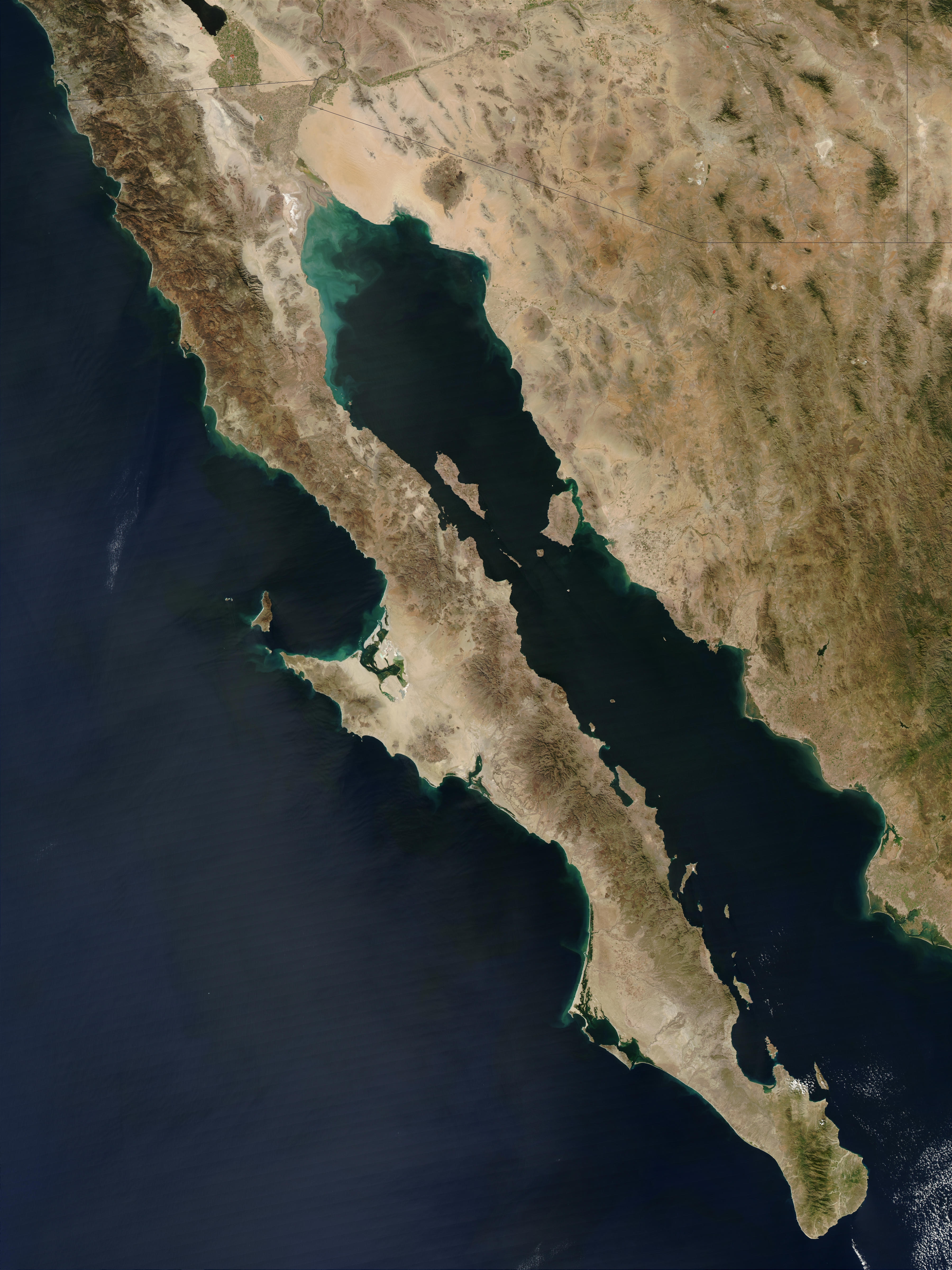
Супутниковий знімок півострова Каліфорнії та Каліфорнійської затоки

Острів Каліфорнія — міфічний острів, під яким довгий час мали на увазі півострів Каліфорнія.

## Історія
Тривалий час в Європі існувала географічна концепція, згідно з якою поблизу Північної Америки простягався острів Каліфорнія, відокремлений від материка так званою Каліфорнійською протокою, що тепер відома як Каліфорнійська затока. Цю широко відому картографічну помилку повторювали картографи у XVII—XVIII століттях, попри те, що її спростовували повідомлення дослідників.
Вперше «Острів Каліфорнія» згадує Гарсія де Монтальво в романі «Las sergas de Esplandián» 1510 року.

Знай, що праворуч від Індії є острів, який називають Каліфорнія, дуже близько від Земного Раю. І його населяють чорні жінки, без жодного чоловіка серед них, оскільки живуть вони подібно до Амазонок

Ймовірно, саме цей опис спонукав перших дослідників вважати півострів Каліфорнію островом із цих легенд. 1533 року Фортун Хіменес, якого направив у дослідницьку експедицію Ернан Кортес, відкрив південну частину півострова. Через нестачу знань починається перший короткий період, коли Каліфорнію вважали островом.
У 1539 році Кортес відправив Франсиско де Ульоа на північ по затоці і вздовж тихоокеанського узбережжя Каліфорнії. Ульоа дістався до гирла річки Колорадо біля краю затоки. Це відкриття свідчило, що Каліфорнія сполучена з материком. Наступна експедиція піднялася вгору за течією річки і підтвердила відкриття. Карти, що їх публікували в Європі після цього, показували Каліфорнію правильно, у вигляді півострова.
Але на початку XVII століття Каліфорнію знову почали вважати островом. Одним з факторів могло бути те, що 1592 року Хуан де Фука відкрив протоку, згодом названу його іменем. Фука, за описами, виявив на 47 градусі північної широти велику протоку, можливо — частину Північно-Західного проходу, з великим островом біля гирла. Хоча Каліфорнійська затока фактично закінчується набагато південніше, близько 31 градуса, відкриття спонукало до її подальших досліджень.
Наступною вирушила експедиція на чолі з губернатором Нью-Мексико Хуаном де Оньяте. Експедиція просунулася по річці Колорадо в 1604—1605, після чого був складений офіційний звіт, згідно з яким учасники бачили, що затока простягається далі на північний захід. В результаті цього Острів Каліфорнія знову з'явився на картах; перша з відомих карт цього періоду датована 1622 роком (Амстердам). Таке зображення стало стандартом для багатьох пізніших карт XVII століття і траплялося навіть у XVIII-му. Судячи з ранніх карт, іспанська влада на місцях знала про реальні обриси затоки. Однак, продовження берегової лінії Острова Каліфорнії на північ дозволяло забезпечити пріоритет відкриття Кортесом Каліфорнії (1533) перед заявкою Френсіса Дрейка на Новий Альбіон (1579).
Єзуїт і картограф Ейсебіо Кіно знову встановив, що Каліфорнія є півостровом. Під час навчання в Європі він підтримував ідею про острів, але прибувши до Мексики, почав у цьому сумніватися. У 1698—1706 роках він здійснив низку сухопутних експедицій від північної Сонори до околиць дельти Колорадо, з метою встановити сполучення між єзуїтськими місіями в Сонорі й на півострові. Зрештою Кіно переконався в існуванні перешийка, і єзуїти XVIII століття загалом поділяли його погляди. Однак його супутник Хуан Манхе висловлював скептицизм стосовно цього відкриття, а отже, європейські картографи тоді до єдиної думки не дійшли.
Єзуїтські місіонери-дослідники намагалися знайти відповідь на це питання. Остаточно проблему зняв лише Хуан Баутіста де Анса, здійснивши експедицію 1774-76 років. Він дістався по суші з Сонори до району сучасного Сан-Франциско.